# 冷静と情熱のあいだ
『冷静と情熱のあいだ』（れいせいとじょうねつのあいだ、伊題：Calmi Cuori Appassionati／英題：Between Calmness and Passion）は、1999年に出版された江國香織と辻仁成による恋愛小説。この小説から生まれたアルバム。また、小説を原作とし、2001年に公開された日本映画。

## 小説
小説は、月刊誌にまず江國香織がストーリーを書き、次の刊行時に辻仁成が続きのストーリーを掲載するという、交互連載の形をとりながら書き上げられていった（掲載誌は、1997年から1998年まで『月刊カドカワ』、1998年から1999年まで『feature』）。同じ時系列に起こる出来事を、江國はあおいの目線で、辻は阿形順正の目線で描いている。小説は連載が完結すると、江國のパートは赤い装幀で「Rosso（ロッソ）」、辻のパートは青い装幀で「Blu（ブリュ）」というネーミングが冠され、別々の単行本として発売された。この小説は、当時50万部を超えるベストセラーとなった。

## 書誌情報
- 単行本（角川書店）
  - 『冷静と情熱のあいだ Rosso』（著者：江國香織、1999年10月1日発売、ISBN 9784048731768）
  - 『冷静と情熱のあいだ Blu』（著者：辻仁成、1999年10月1日発売、ISBN 9784048731881）
  - 『愛蔵版 冷静と情熱のあいだ』（著者：江國香織、辻仁成、2001年6月8日発売、ISBN 9784048732932）
- 文庫本（角川文庫）
  - 『冷静と情熱のあいだ Rosso』（著者：江國香織、2001年9月21日発売、ISBN 9784043480036）
  - 『冷静と情熱のあいだ Blu』（著者：辻仁成、2001年9月21日発売、ISBN 9784043599011）

## アルバム
2001年5月25日発売、Sony Music Associated Records
- 『冷静と情熱のあいだ Rosso〜ミラノに似た孤独〜 江國香織プロデュース』[1]
（フレイ・ファド・デル・レイ、二村英仁、ジュリアーノ・カルミニョーラ、宮本文昭、ミヒャエル・シェファー、横山幸雄、Arico、赤坂達三、ジョナサン イライアス、古澤巌）
- 『冷静と情熱のあいだ Blu〜フィレンツェの異邦人〜 辻仁成プロデュース』[2]
（yuma、溝口肇、葉加瀬太郎、Arico、つのだたかし）

## 映画

ドゥオーモとフィレンツェの街並み

2001年11月10日に全国東宝系で公開。監督は中江功。阿形順正役を竹野内豊、あおい役をケリー・チャンが演じた。
映画の撮影は、日本のほか、約40日にも及ぶイタリアのフィレンツェやミラノでロケを敢行した。
映画用に新たに脚本が起こされているため、時間の流れや各シーンは多少原作の小説とは異なる。

### ストーリー
大学を卒業後、絵画の修復士を志しイタリアのフィレンツェの工房で学んでいた阿形順正は、同じフィレンツェに住む芽実という日本人の彼女にも慕われ、周りの人々からは一見順調な人生を歩んでいるように見えた。しかし、彼の心の中には常に空虚感があった。香港からの留学生で、日本での学生時代をともに過ごし、深く愛し合いお互いを分かり合えた女性、あおいをいまだ忘れられなかったのだ。
あるとき順正は、フィレンツェを訪れた友人の崇から、あおいが同じイタリアのミラノにいることを知る。崇から得た情報をたよりにミラノを訪れてみると、あおいはアメリカ人ビジネスマンと生活を共にしていた。全く異なる人生をお互いが歩んでいることを知った順正は日本に逃げ帰る。
順正の頭の中には、学生時代にあおいが言った「わたしの30歳の誕生日に、フィレンツェのドゥオーモのクーポラで会ってね。約束してね。」という言葉が常にあった。しかし、10年も前の約束をあおいが覚えているとは思えなかった。それに、あおいがまだ順正のことを好きでいるはずはないと思っていた。
ある時イタリアの恩師が自殺をしたと工房の同窓生から電話が入る。フィレンツェでの葬式に参列した際、旧友の高梨からかけられた言葉をきっかけに、生活の場をまたイタリアにもどすことを決心をする。そして、芽実に別れを告げる。また以前と変わらない、イタリアでの時間が流れていき、その日はついにやってきた。順正はゆっくりとドゥオーモの階段を、クーポラ（聖堂の丸屋根）をめざして上っていく。やはり、あおいはそこにはいない。ドゥオーモの閉館時間も刻一刻と迫っていた。

### キャスト
- 阿形順正（あがた じゅんせい）：竹野内豊
- あおい：ケリー・チャン
- 崇（たかし）：ユースケ・サンタマリア
- 芽実（めみ）：篠原涼子
- マーヴ ：マイケル・ウォン
- 高梨（たかなし）：椎名桔平
- 清治：松村達雄
- 清雅：大和田伸也
- 麻美：広田レオナ
- 弁護士：塩見三省
- 中古レコード店店員：安斎肇
- チェリスト：柏木広樹

### スタッフ
- 原作：江國香織、辻仁成『冷静と情熱のあいだ』（角川書店刊）
- 監督：中江功
- 脚本：水橋文美江
- 音楽：エンヤ（ワーナーミュージック・ジャパン）
- サウンドプロデュース：吉俣良
- 主題歌：エンヤ「Wild Child (エンヤの曲)（英語版）」
- 企画：石丸章一郎、大川裕、島谷能成
- 製作：宮内正喜、江川信也、高井英幸
- プロデュース：大多亮
- プロデューサー：臼井裕詞、和田倉和利
- 協力プロデューサー：赤井淳司
- 撮影：津田豊滋
- 美術：種田陽平
- 美術（イタリア・ユニット）：リタ・ラベシンド
- 編集：松尾浩
- 照明：川井稔
- 装飾：大町力
- 録音：橋本泰夫
- 効果：伊藤進一
- スクリプター：荘原はる
- スチール：原田大三郎
- 字幕：駒谷卓
- 衣裳：千代田圭介
- スタイリスト：西ゆり子、平尾俊
- スタイリスト（イタリア・ユニット）：ガヤ・ムガルディ
- ラインプロデューサー（イタリア・ユニット）：アレッサンドロ・ベルティ
- アシスタントプロデューサー：瀧山麻土香
- 助監督：兼重淳
- 助監督（イタリア・ユニット）：トマソ・ベラテイ
- 制作担当：鶴賀谷公彦
- 制作協力：シネバザール
- 協力：Alitalia
- 製作：フジテレビジョン、角川書店、東宝
- 配給：東宝

### 受賞
- 第20回ゴールデングロス賞 優秀銀賞[5]
- 第25回日本アカデミー賞[6]
  - 優秀主演男優賞（竹野内豊）
  - 優秀撮影賞（津田豊滋）
  - 優秀照明賞（川井稔）

### 関連商品
DVD
- 冷静と情熱のあいだ DVD Blu 期間限定生産版（2002年6月19日発売、ポニーキャニオン）[7]
本編ディスク125分・SPECIALディスク 映像特典80分収録 / DVD2枚組
- 冷静と情熱のあいだ DVD Rosso 初回生産限定版（2002年6月19日発売、ポニーキャニオン）[8]
本編125分＋映像特典28分収録 / ブックレット「Italia Walker 特別編」付き
- 冷静と情熱のあいだ DVD（2002年6月19日発売、ポニーキャニオン）[9]
本編125分＋映像特典28分収録

サウンドトラック
- オリジナルサウンドトラック「冷静と情熱のあいだ」（2001年11月7日発売、ポニーキャニオン）[10]